# Білочеревий серпокрилець
Білочеревий серпокрилець (Tachymarptis) — рід серпокрильцеподібних птахів родини серпокрильцевих (Apodidae). Виділяють два види. Один вид поширений в Євразії та Африці, другий — в Африці.

## Опис
Це великі серпокрильці з відносно широкими крилами, великою головою, середньої довжини роздвоєним хвостом і білими нижніми частинами. Їх часто зараховують до роду Apus, але вони більші за інших представників цього роду, їхні пташенята мають іншу структуру ніг (у них всі чотири пальці спрямовані вперед) і вони є господарями різних видів пір'яних вошей.

## Види
- Серпокрилець білочеревий (Tachymarptis melba)
- Серпокрилець еритрейський  (Tachymarptis aequatorialis)